# Anacroneuria stanjewetti
Anacroneuria stanjewetti är en bäcksländeart som beskrevs av Froehlich 2002. Anacroneuria stanjewetti ingår i släktet Anacroneuria och familjen jättebäcksländor. Inga underarter finns listade i Catalogue of Life.